# スタッド・フェリックス・ボラール
スタッド・ボラルト＝デレリス（Stade Bollaert-Delelis (フランス語発音: [stad bɔlaʁt dələlis])）は、フランスのランスにあるスタジアム。RCランスがホームスタジアムとしても使用している。収容人数は38,058人。

## スタンド
- Official;　Max Lepagnot (8,018 places)
- Side;　　　Tony Marek - Xercès Louis (8,454 places)
- West;　　　Henri Trannin (12,183 places)
- Popular;　 Élie Delacourt (12,578 places)

## 入場者数

### 最多入場者数
- 48,912人; ランス v マルセイユ、1992年2月15日

## 開催された主な大会
- UEFA欧州選手権1984

- 1998 FIFAワールドカップ

| 日付          | ホームチーム   | 結果         | アウェーチーム | ラウンド  |
| ------------- | -------------- | ------------ | -------------- | --------- |
| 1998年6月12日 | サウジアラビア | 0-1          | デンマーク     | グループC |
| 1998年6月21日 | ドイツ         | 2-2          | ユーゴスラビア | グループF |
| 1998年6月24日 | スペイン       | 6-1          | ブルガリア     | グループD |
| 1998年6月26日 | コロンビア     | 0-2          | イングランド   | グループG |
| 1998年6月28日 | フランス       | 1-0 (延長戦) | パラグアイ     | ベスト16  |

- UEFA EURO 2016

- ラグビーワールドカップ2007